# Microcerculus
Microcerculus – rodzaj ptaków z rodziny strzyżyków (Troglodytidae).

## Rozmieszczenie geograficzne
Rodzaj obejmuje gatunki występujące od Meksyku do Ameryki Południowej.

## Morfologia
Długość ciała 10–11,5 cm, masa ciała samców 17,4–22 g, samic 16,4–18 g.

## Systematyka
Rodzaj zdefiniował w 1862 roku angielski zoolog Philip Lutley Sclater w publikacji własnego autorstwa poświęconej spisowi katalogowemu kolekcji amerykańskich ptaków. Gatunkiem typowym jest (późniejsze oznaczenie) fletniczek prążkoskrzydły (M. bambla).

### Etymologia
Microcerculus:  μικρος mikros ‘mały’; κερκος kerkos ‘ogon’; łac. przyrostek zdrabniający -ulus.

### Podział systematyczny
Do rodzaju należą następujące gatunki:
- Microcerculus ustulatus Salvin & Godman, 1883 – fletniczek kasztanowaty
- Microcerculus bambla (Boddaert, 1783) – fletniczek prążkoskrzydły
- Microcerculus philomela (Salvin, 1861) – fletniczek północny
- Microcerculus marginatus (P.L. Sclater, 1855) – fletniczek białogardły